# バー・アベニュー駅
バー・アベニュー駅 (英: Buhre Avenue) はブロンクス区ペラム・ベイのウェストチェスター・アベニューとバー・アベニュー、クロスビー・アベニュー、エジソン・アベニューの交差点に位置するニューヨーク市地下鉄IRTペラム線の駅である。<6>系統が平日20時45分迄の混雑方向に、それ以外の時間帯は6系統が停車する。

## 駅構造
| P ホーム階 | 相対式ホーム、右側扉が開く | 相対式ホーム、右側扉が開く |
| P ホーム階 | 南行緩行線                 | ← 平日午前：ブルックリン・ブリッジ-シティ・ホール駅行き （ミドルタウン・ロード駅） ← 平日午前以外：ブルックリン・ブリッジ-シティ・ホール駅行き（ミドルタウン・ロード駅） |
| P ホーム階 | 混雑方向急行線             | → 定期列車なし |
| P ホーム階 | 北行緩行線                 | → 平日午後：ペラム・ベイ・パーク駅行き（終点）→ 平日午後以外：ペラム・ベイ・パーク駅行き（終点）→                                                                        |
| P ホーム階 | 相対式ホーム、右側扉が開く | |
| M          | 改札階                     | 改札口、駅員詰所、メトロカード自動券売機 |
| G          | 地上階                     | 出入口 |

1920年12月20日に開業した当駅は相対式ホーム2面と緩行線2線・急行線1線を有した2面3線の高架駅で、急行線を使用する定期列車はない。2014年7月から2015年4月までゼレガ・アベニュー駅と共に改装工事を行っている。

### 出入口
改札口はホームの下に位置し、改札口からはウェストチェスター・アベニューとバー・アベニュー、クロスビー・アベニュー、エジソン・アベニューの交差点北・南・南西に1つずつ階段が接続している。